# Пригоди зубного лікаря
«Пригоди зубного лікаря» — радянська кінокомедія 1965 року, режисера Елема Климова. Фільм вийшов в обмеженому прокаті (1967, 78 копій) і був «покладений на полицю». Цензура угледіла в фільмі пародію на радянську дійсність. Повторний випуск відбувся в 1987 році. Фільм знятий в Калузі. Саме в цьому фільмі відбувся кінодебют  Андрія М'ягкова.

## Сюжет
Потрапивши за розподілом в невелике містечко, молодий зубний лікар Сергій Чесноков (Андрій М'ягков) виявляє у себе дивну здатність видаляти зуби, не завдаючи болю. Товариством такий талант був сприйнятий неоднозначно, в результаті чого в житті Чеснокова виникають різні хвилюючі події. Звістка про молодого талановитого лікаря розноситься моментально, і у Чеснокова, на відміну від його колег, немає відбою від пацієнтів. Він пожинає всі плоди своєї слави. У колег талант Чеснокова викликає заздрість, проте реагують вони по-різному. Так, якщо досвідчений лікар Рубахін вирішує виїхати працювати в інше місто, то лікар Ласточкіна (Віра Васильєва) починає плести проти Чеснокова інтриги, в результаті чого до нього приходить спеціальна комісія. Чесноков не наважується в присутності комісії провести видалення зуба у Маші і направляє її в обласну поліклініку. Комісія визнає це рішення правильним, однак воно виявляється фатальним для Маші: через від'їзд до обласного центру скасовується її весілля. Втративши через цей випадок здатність видаляти зуби без болю, Чесноков кидає зуболікарську практику і влаштовується на викладацьку роботу. Спочатку уславившись як допитливий ментор, він поступово стає відомий і як талановитий педагог. Популярність Чеснокова все ж не дає спокою Ласточкіній, і вона на чолі чергової комісії заявляється в зуболікарський технікум перевірити, чи так все у нього добре. З'являється реальний випадок довести його викладацький талант — у однієї зі студенток заболів зуб, і Чесноков доручає іншій своїй студентці його видалити. Операція не вдається, і комісія вимагає від Чеснокова її завершити, а дізнавшись, що Чесноков відмовляється, тому що давно не практикує, всі обурюються, чому ж він може навчити студентів. Раптово Чесноков відчуває, що мистецтво до нього повернулося, і він успішно видаляє зуб. Новина миттєво розноситься по місту, і в кабінеті збирається величезна кількість людей. Коли Чесноков збирається видалити зуб у чергового хворого, одна зі студенток просить його дозволити зробити це самій і видаляє зуб «по-чесноковськи».

## У ролях
- Андрій М'ягков —  Сергій Петрович Чесноков
- Віра Васильєва —  Людмила Іванівна Ласточкіна
- Аліса Фрейндліх —  Маша
- Пантелеймон Кримов —  батько Маші
- Ольга Гобзєва —  Таня
- Ігор Кваша —  Мережковський, борець за справедливість
- Валентин Нікулін —  хворий, приведений для «показового» видалення зуба
- Євген Перов —  Яків Васильович Рубахін
- Андрій Петров —  Котиков, начальник Чеснокова
- Леонід Дьячков —  наречений Маші
- Єлизавета Нікіщихіна —  студентка Завальнюк
- Любов Корнєва —  Карпова, студентка медучилища
- Світлана Старикова —  комсорг

## Знімальна група
- Режисер:  Елем Климов
- Сценарій:  Олександр Володін
- Оператор:  Самуїл Рубашкін
- Художники:  Володимир Камський,  Борис Бланк
- Композитор:  Альфред Шнітке
- Диригент:  Вероніка Дударова
- Пісні виконує  Аліса Фрейндліх
- Пісні на вірші: Новелла Матвєєва,  Юлій Кім